# Чемпионат мира по спортивной акробатике 1974
1-й чемпионат мира по спортивной акробатике проводился в Москве (СССР) в 1974 году.

## Результаты

### Мужские акробатические прыжки

#### Многоборье
| Ранг | Команда         | Страна   | Очки  |
| ---- | --------------- | -------- | ----- |
| 1    | Юрий Зикунов    | СССР     | 38,96 |
| 2    | Василий Скакун  | СССР     | 38,85 |
| 3    | Любомир Ангелов | Болгария | 38,02 |

#### Первое упражнение
| Ранг | Команда         | Страна   | Очки  |
| ---- | --------------- | -------- | ----- |
| 1    | Василий Скакун  | СССР     | 19,42 |
| 2    | Юрий Зикунов    | СССР     | 19,00 |
| 3    | Любомир Ангелов | Болгария | 18,56 |

#### Второе упражнение
| Ранг | Команда         | Страна   | Очки  |
| ---- | --------------- | -------- | ----- |
| 1    | Василий Скакун  | СССР     | 19,66 |
| 2    | Любомир Ангелов | Болгария | 19,09 |
| 3    | Николай Михов   | Болгария | 18,86 |

### Мужские парные упражнения
| Ранг | Команда                             | Страна   | Очки  |
| ---- | ----------------------------------- | -------- | ----- |
| 1    | Владимир Алиманов, Владимир Назаров | СССР     | 38,56 |
| 2    | Кирилл Киров, Драгомир Драганов     | Болгария | 37,63 |
| 3    | Йозеф Бауманн, Петер Ландграф       | ФРГ      | 36,55 |

#### Первое упражнение
| Ранг | Команда                    | Страна   | Очки  |
| ---- | -------------------------- | -------- | ----- |
| 1    | В. Алиманов, В. Назаров    | СССР     | 19,16 |
| 2    | К. Киров, Д. Драганов      | Болгария | 19,00 |
| 3    | Фриц Бернер, Кнут Берингер | ФРГ      | 18,82 |

#### Второе упражнение
| Ранг | Команда                                       | Страна   | Очки  |
| ---- | --------------------------------------------- | -------- | ----- |
| 1    | В. Алиманов, В. Назаров                       | СССР     | 19,20 |
| 2    | Славомир Келобасинский, Кшиштоф Оленьджинский | Польша   | 18,49 |
| 3    | К. Киров, Д. Драганов                         | Болгария | 18,19 |

### Мужские групповые упражнения

#### Многоборье
| Ранг | Команда                                                                | Страна   | Очки  |
| ---- | ---------------------------------------------------------------------- | -------- | ----- |
| 1    | Юрий Золотов, Шамиль Вильданов, Александр Макаров, Владимир Слепокуров | СССР     | 38,46 |
| 2    | Димитр Димитров, Вичо Колев, Юри Инджов, Генчо Семенов                 | Болгария | 36,99 |
| 3    | Курт Грёгер, Георг Бенц, Карл-Хайнц Краутвюрст, Александр Кюст         | ФРГ      | 28,09 |

#### Первое упражнение
| Ранг | Команда                                                                | Страна   | Очки  |
| ---- | ---------------------------------------------------------------------- | -------- | ----- |
| 1    | Юрий Золотов, Шамиль Вильданов, Александр Макаров, Владимир Слепокуров | СССР     | 19,16 |
| 2    | Димитр Димитров, Вичо Колев, Юри Инджов, Генчо Семенов                 | Болгария | 18,26 |
| 3    | Бела Затрок, Миклош Шандор, Ференц Пиллер, Йозеф Чаки                  | Венгрия  | 17,03 |

#### Второе упражнение
| Ранг | Команда                                                                | Страна   | Очки  |
| ---- | ---------------------------------------------------------------------- | -------- | ----- |
| 1    | Юрий Золотов, Шамиль Вильданов, Александр Макаров, Владимир Слепокуров | СССР     | 18,99 |
| 2    | Димитр Димитров, Вичо Колев, Юри Инджов, Генчо Семенов                 | Болгария | 18,76 |
| 3    | Курт Грёгер, Георг Бенц, Карл-Хайнц Краутвюрст, Александр Кюст         | ФРГ      | 12,66 |

### Женские акробатические прыжки

#### Многоборье
| Ранг | Гимнаст                | Страна   | Очки  |
| ---- | ---------------------- | -------- | ----- |
| 1    | Надежда Маслобойщикова | СССР     | 39,02 |
| 2    | Наталья Тимофеева      | СССР     | 38,32 |
| 3    | Ваня Васильева         | Болгария | 37,05 |

#### Первое упражнение
| Ранг | Гимнаст                | Страна | Очки  |
| ---- | ---------------------- | ------ | ----- |
| 1    | Надежда Маслобойщикова | СССР   | 19,49 |
| 2    | Тимофеева Наталья      | СССР   | 18,66 |
| 3    | Эльштета Кшепковска    | Польша | 18,16 |

#### Второе упражнение
| Ранг | Гимнаст                | Страна   | Очки  |
| ---- | ---------------------- | -------- | ----- |
| 1    | Надежда Маслобойщикова | СССР     | 19,56 |
| 2    | Ваня Васильева         | Болгария | 18,76 |
| 3    | Донис Тенни            | США      | 18,43 |

### Женские пары

#### Многоборье
| Ранг | Команда                            | Страна   | Очки  |
| ---- | ---------------------------------- | -------- | ----- |
| 1    | Стефка Спасова, Калинка Лечева     | Болгария | 37,72 |
| 2    | Барбара Адах, Малгожата Лихомска   | Польша   | 37,55 |
| 3    | Вера Зелепукина, Татьяна Бурлакова | СССР     | 37,38 |

#### Первое упражнение
| Ранг | Команда                          | Страна   | Очки  |
| ---- | -------------------------------- | -------- | ----- |
| 1    | Стефка Спасова, Калинка Лечева   | Болгария | 19,00 |
| 2    | Дорис Юнг, Карин Юнг             | ФРГ      | 18,93 |
| 3    | Барбара Адах, Малгожата Лихомска | Польша   | 18,92 |

#### Второе упражнение
| Ранг | Команда                            | Страна   | Очки  |
| ---- | ---------------------------------- | -------- | ----- |
| 1    | Стефка Спасова, Калинка Лечева     | Болгария | 18,99 |
| 2    | Вера Зелепукина, Татьяна Бурлакова | СССР     | 18,86 |
| 3    | Барбара Адах, Малгожата Лихомска   | Польша   | 18,76 |

### Женские групповые упражнения

#### Многоборье
| Ранг | Команда                                            | Страна   | Очки  |
| ---- | -------------------------------------------------- | -------- | ----- |
| 1    | Тамара Дубровина, Людмила Гуляева, Татьяна Саблина | СССР     | 38,29 |
| 2    | Софья Яблоньска, Барбара Кацишак, Анна Яжебчик     | Польша   | 37,96 |
| 3    | Янка Стефанова, Анета Ирданова, Татьяна Спасова    | Болгария | 37,12 |

#### Первое упражнение
| Ранг | Команда                                            | Страна   | Очки  |
| ---- | -------------------------------------------------- | -------- | ----- |
| 1    | Тамара Дубровина, Людмила Гуляева, Татьяна Саблина | СССР     | 19,06 |
| 2    | Софья Яблоньска, Барбара Кацишак, Анна Яжебчик     | Польша   | 18,96 |
| 3    | Янка Стефанова, Анета Ирданова, Татьяна Спасова    | Болгария | 18,49 |

#### Второе упражнение
| Ранг | Команда                                            | Страна   | Очки  |
| ---- | -------------------------------------------------- | -------- | ----- |
| 1    | Тамара Дубровина, Людмила Гуляева, Татьяна Саблина | СССР     | 19,06 |
| 1    | Софья Яблоньска, Барбара Кацишак, Анна Яжебчик     | Польша   | 19,06 |
| 3    | Янка Стефанова, Анета Ирданова, Татьяна Спасова    | Болгария | 18,53 |

### Смешанные пары

#### Многоборье
| Ранг | Команда                         | Страна   | Очки  |
| ---- | ------------------------------- | -------- | ----- |
| 1    | Галина Савельева, Юрий Савельев | СССР     | 39,02 |
| 2    | Айше Мустафова, Руско Харизанов | Болгария | 37,95 |
| 3    | Тереза Пшола, Ю. Радонь         | Польша   | 37,52 |

#### Первое упражнение
| Ранг | Команда                         | Страна   | Очки  |
| ---- | ------------------------------- | -------- | ----- |
| 1    | Галина Савельева, Юрий Савельев | СССР     | 19,63 |
| 2    | Айше Мустафова, Руско Харизанов | Болгария | 19,06 |
| 3    | Тереза Пшола, Ю. Радонь         | Польша   | 18,66 |

#### Второе упражнение
| Ранг | Команда                         | Страна   | Очки  |
| ---- | ------------------------------- | -------- | ----- |
| 1    | Галина Савельева, Юрий Савельев | СССР     | 19,63 |
| 2    | Айше Мустафова, Руско Харизанов | Болгария | 18,92 |
| 2    | Тереза Пшола, Ю. Радонь         | Польша   | 18,92 |